# فريدريك ستيوارت
فريدريك ستيوارت (بالإنجليزية: Frederick Stewart)‏ هو فاعل خير ودبلوماسي وسياسي أسترالي، ولد في 14 أغسطس 1884 في أستراليا، وتوفي في 30 يونيو 1961 في نفس البلد. حزبياً، نشط في حزب أستراليا المتحدة. وقد انتخب وزير الخدمات الاجتماعية ‏ (26 أبريل 1939 – 29 أغسطس 1941) وانتخب وزير الخارجية ‏ وانتخب عضو مجلس النواب الأسترالي عن دائرة Division of Parramatta ‏ (19 ديسمبر 1931 – 16 أغسطس 1946).